# 俄语词类
俄语中的词性分为10大类：
- 有词形变化：
  - 名词
  - 形容词
  - 数词
  - 代词
  - 动词
- 無词形变化
  - 副词
  - 前置词
  - 连接词
  - 语气词
  - 感叹词

## 发音
俄语的词可分成音节。一个音节可以是由一个元音构成；也可以由一个元音和一个或几个辅音构成。一个词有几个元音，就有几个音节。
只有一个音节的词称作单音节词，例如（那个）；两个音节构成的词称作双音节词，例如；两个以上音节构成的词称作多音节词，例如。
词中包含两个以上音节时，其中一个音节的元音需要重读，叫做重音。带有重音的音节称作重读音节，重读音节中的元音称作重读元音。一般在元音字母上用例如这样表示。

## 移行规则
俄语单词在书写时，如果需要将一个词的一部分移到下一行时，必须按音节移行，并且在该词的前一部分的末端写一个连词符“-”。
移行时，单音节的词不移行；单个字母不能留在原行或者移动到下一行；й、ъ、ь不能和前面的字母分开；如果两个辅音相同，则从两个辅音中间移行。

## 名词
俄语名词可以分为普通名词和专有名词，动物名词和非动物名词。他们还有性、数、格的区别。
性分为阳性、阴性和中性，根据词尾不同来区分。数分为单数和复数。单複数各有6格：主格（1格）、属格（2格）、与格（3格）、宾格（4格）、工具格（5格）、前置格（6格）。

## 代词
俄语的代词包括人称代词、疑问代词、物主代词等。
俄语中的人称代词用来代替人或事物，有三个人称和单、复数的区别。
|          | 单数                           | 复数                    |
| 第一人称 | я （我）                       | мы （我们）             |
| 第二人称 | ты（你）                       | вы（你们，您）          |
| 第三人称 | он（他），она（她），оно（它） | они（他们，它们，她们） |

第一、第二人称代词一般用来代替动物名词。第三人称代词则既可以代替动物名词，也可以代替非动物名词。单数第三人称代词根据所要代替的名词的性来使用。
人称代词变格
| 第1格 | я       | ты     | он    | она   | оно   | мы    | вы    | они   |
| 第2格 | меня    | тебя   | его   | её    | его   | нас   | вас   | их    |
| 第3格 | мне     | тебе   | ему   | ей    | ему   | нам   | вам   | им    |
| 第4格 | меня    | тебя   | его   | её    | его   | нас   | вас   | их    |
| 第5格 | мной    | тобой  | им    | ей    | им    | нами  | вами  | ими   |
| 第6格 | обо мне | о тебе | о нём | о ней | о нём | о нас | о вас | о них |

## 动词
在俄语中，动词用来表示事物的行为或状态。俄语动词按人称和数的变化而变位，动词的原始形式称作动词不定式。
俄语动词变化的部分称作动词人称词尾。
根据动词人称词尾变化规律的不同，可以分为第一变位法和第二变位法。
| 数   | 人称                                                  | 变位法                                               | 变位法                                |
| 数   | 人称                                                  | 第一变位法                                           | 第二变位法                            |
| 单数 | 第一人称（я） 第二人称（ты） 第三人称（он，она，оно） | （元音字母）-ю，（辅音字母）-у -ешь(-ëшь) -ет(-ëт)   | -ю，（唏音）-у -ишь -ит               |
| 复数 | 第一人称（Мы） 第二人称（Вы） 第三人称（они）         | -ем(-ëм) -ете(-ёте) （元音字母）-ют，（辅音字母）-ут | -им -ите （元音字母）-ят，（唏音）-ат |

## 形容词
形容词用来表示事物的特征。通常和名词连用，回答какой（什么样的）的问题。
形容词有性、数的变化。和名词连用，在性、数上要保持一致。
| 单数                                                                    | 单数                | 单数                | 复数                |
| 阳性                                                                    | 阴性                | 中性                | 复数                |
| -ый -о́й -ий -(г, к, х) -о́й -(ж, ш) -о́й -(г, к, х) -ий -(ж, ч, ш, щ) -ий | -ая -а́я -яя -а́я -ая | -ое -о́е -ее -о́е -ое | -ые -ы́е -ие -и́е -ие |

形容词词尾是-о́й，则词尾上面永远带重音。以г, к, х + -ий结尾的形容词虽然属于硬变化，但是根据拼写规则，г, к, х后面不用ы，而用и。以ж, ч, ш, щ +  -ий结尾的形容词虽然属于软变化，但是根据拼写规则，在ж, ч, ш, щ后面不用я，而用а。中性形容词词尾如果在ж, ш后面带有重音为-о́е，不带重音为-ее。
形容词词尾有硬变化和软变化之分。
| 数   | 性  | 词尾硬变化 | 词尾软变化 |
| 单数 | 阳  | -ый -ой    | -ий        |
| 单数 | 中  | -ое        | -ее        |
| 单数 | 阴  | -ая        | -яя        |
| 复数 | -ые | -ые        | -ие        |

## 参看
- 俄语语法
- 俄语正寫法